# Одибе, Майкл
Майкл Чуквувике Одибе (англ. Michael Chukwuwike Odibe; 23 июля 1988, Лагос, Нигерия) — нигерийский футболист, защитник клуба «Магуса Тюрк Гючу».

## Карьера

### Клубная
Воспитанник нигерийского клуба «Фёрст Банк», где и начал свою профессиональную карьеру.
Выступая в Нигерии привлёк внимание бельгийского клуба «Юнион», куда перебрался в 2008 году.
После сезона в Бельгии на правах аренды перешёл в итальянскую «Сиену», с которой позже заключил полноценный контракт. В 2011 году играл в аренде за клуб «Зюйдтироль».
Вернувшись из «Зюйдтироля» был отдан в аренду киевскому «Арсеналу», которому помог занять пятое место в сезоне 2011/2012 и попасть в еврокубки. По завершении сезона «Арсенал» выкупил трансфер игрока.
Перед сезоном сезоном 2012/13 был отдан в аренду днепропетровскому «Днепру». В днепропетровской команде дебютировал в еврокубках. Сыграл четыре матча в Лиге Европы.
В декабре 2013 года подписал контракт с казахстанским клубом «Атырау», который покинул по завершении сезона 2015 года.
В феврале 2016 года подписал контракт с румынской «Конкордией».
В августе 2016 года перешёл в казахстанский «Акжайык».

### В сборной
За сборную Нигерии дебютировал 9 февраля 2011 года в товарищеском матче против Сьерра-Леоне.